# Moisson (agriculture)
Pour les articles homonymes, voir Moisson et Récolte.
En agriculture, la moisson est la récolte de plantes à graines, principalement les céréales. Le terme s'emploie préférentiellement pour les céréales à paille (blé, orge, avoine, seigle) ; pour le maïs on parle plutôt de récolte.
Par extension, le terme s'applique pour de nombreuses cultures à graines dont la récolte se fait à la moissonneuse, notamment des oléagineux, protéagineux et légumes secs . Il désigne aussi la période pendant laquelle a lieu la moisson, et le produit de cette récolte.

## Présentation

### Méthodes de moisson

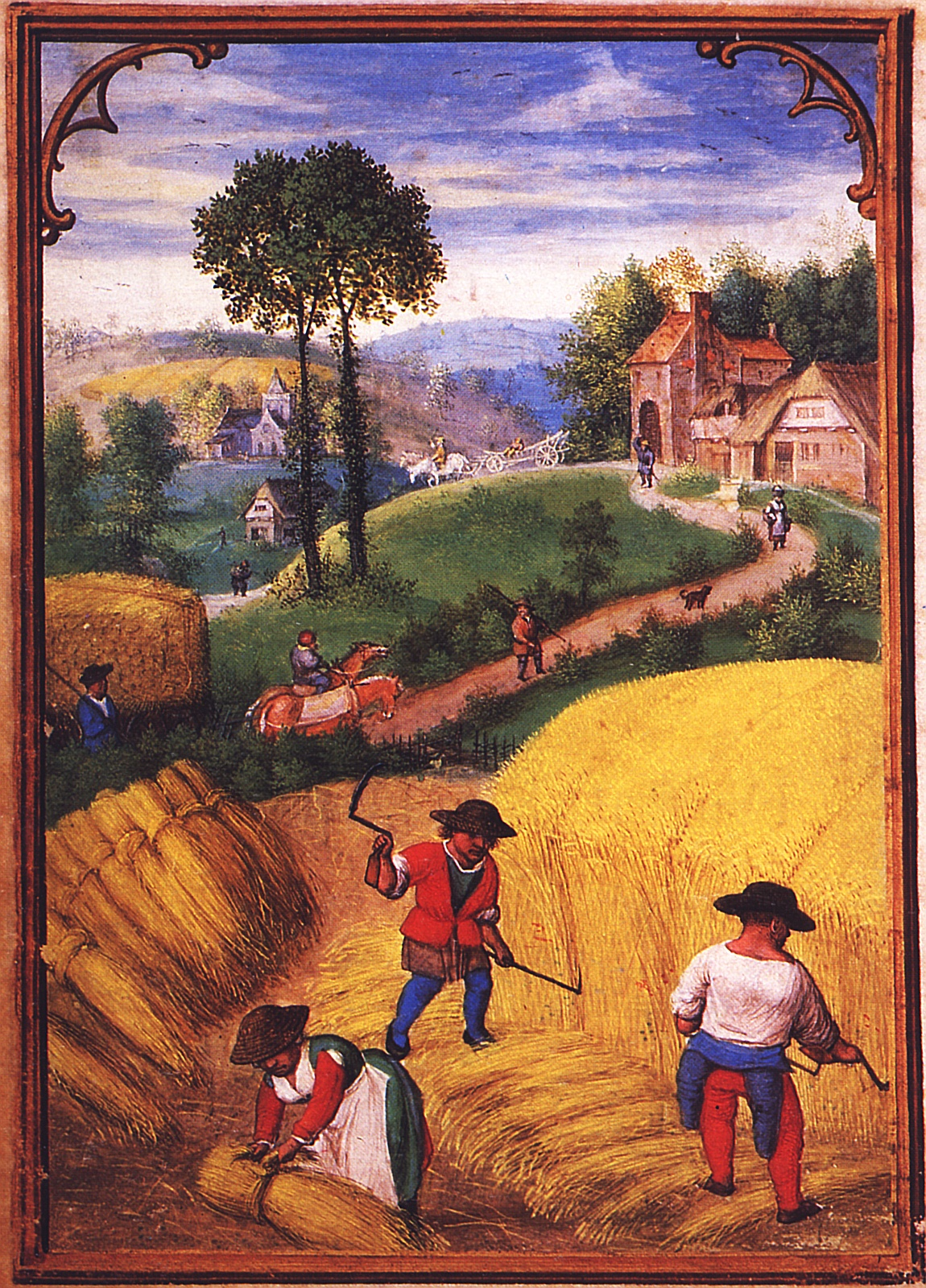
Moisson  de blé à la sape et liage d'une gerbe. Flandres, vers 1500-1550
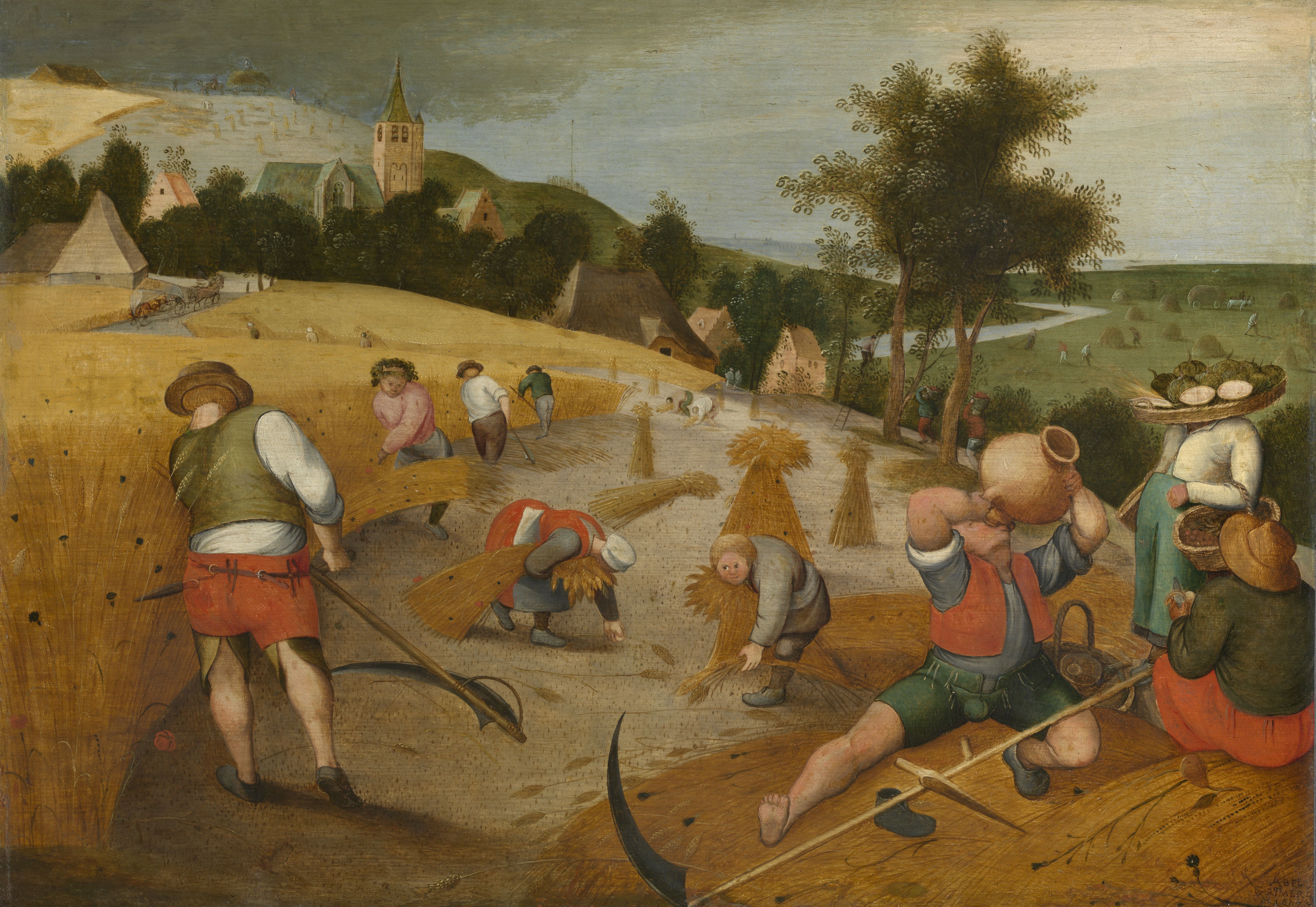
Moisson de blé à la faux, Allemagne, 1607
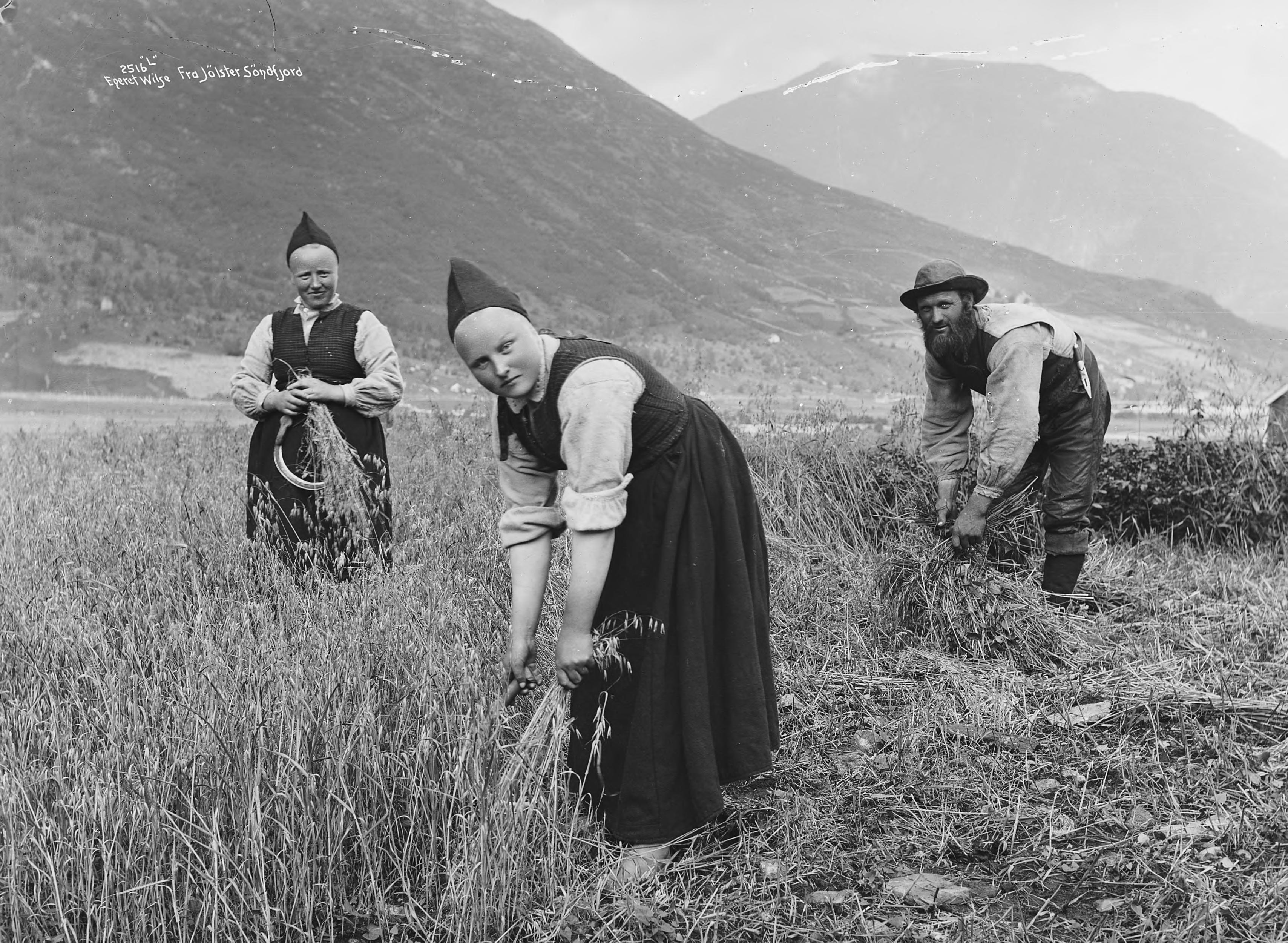
Moisson d'avoine à la faucille, Norvège, vers 1880-1890
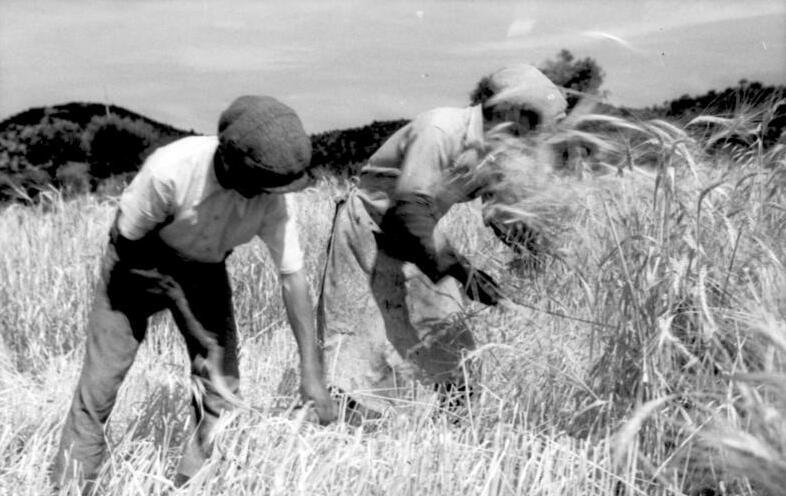
Moisson d'orge à la faucille, Sud de l'Italie, 1943
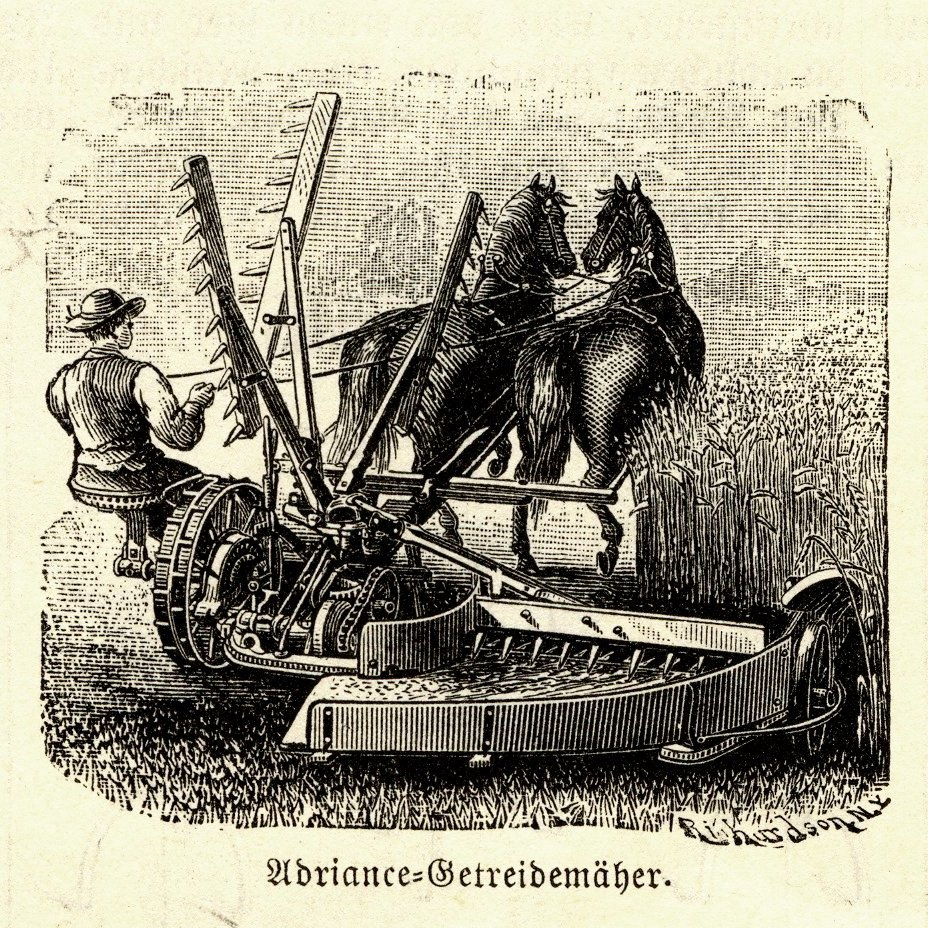
Moissonneuse-javeleuse américaine Adriance, illustration de 1889 ; il faut encore lier les gerbes à la main
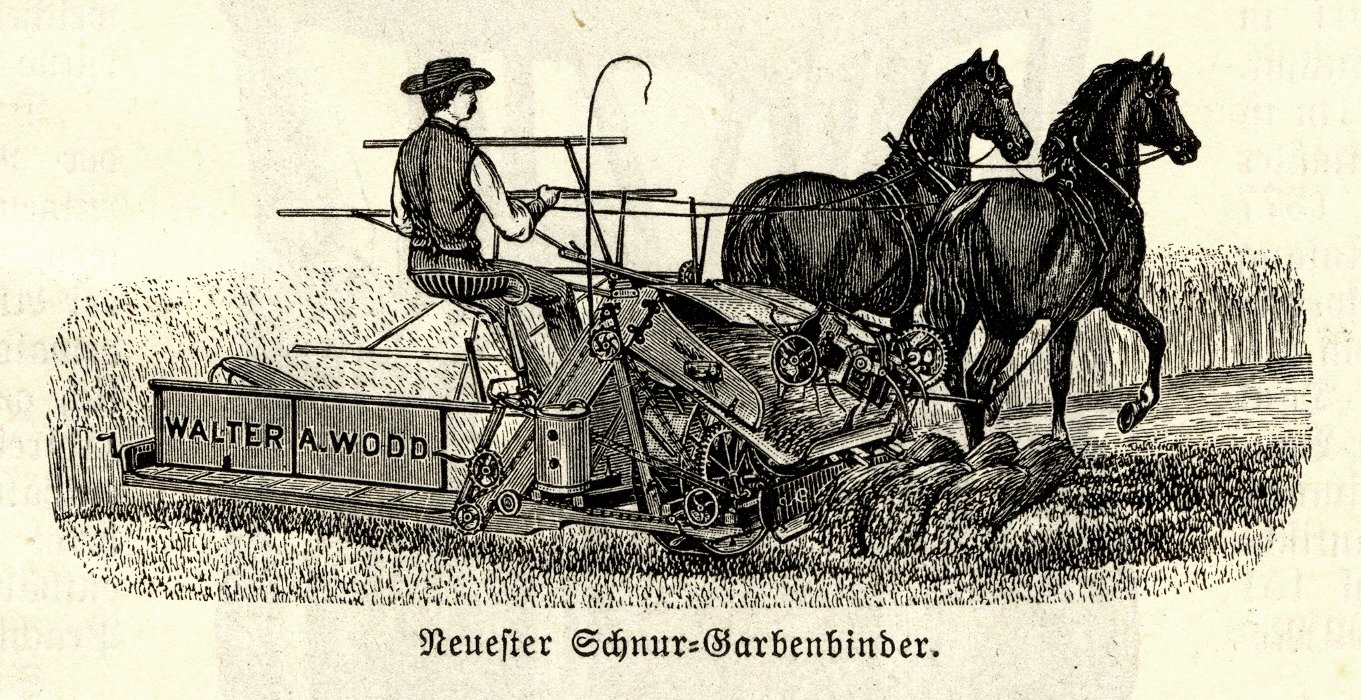
Moisson à la moissonneuse-lieuse, 1889
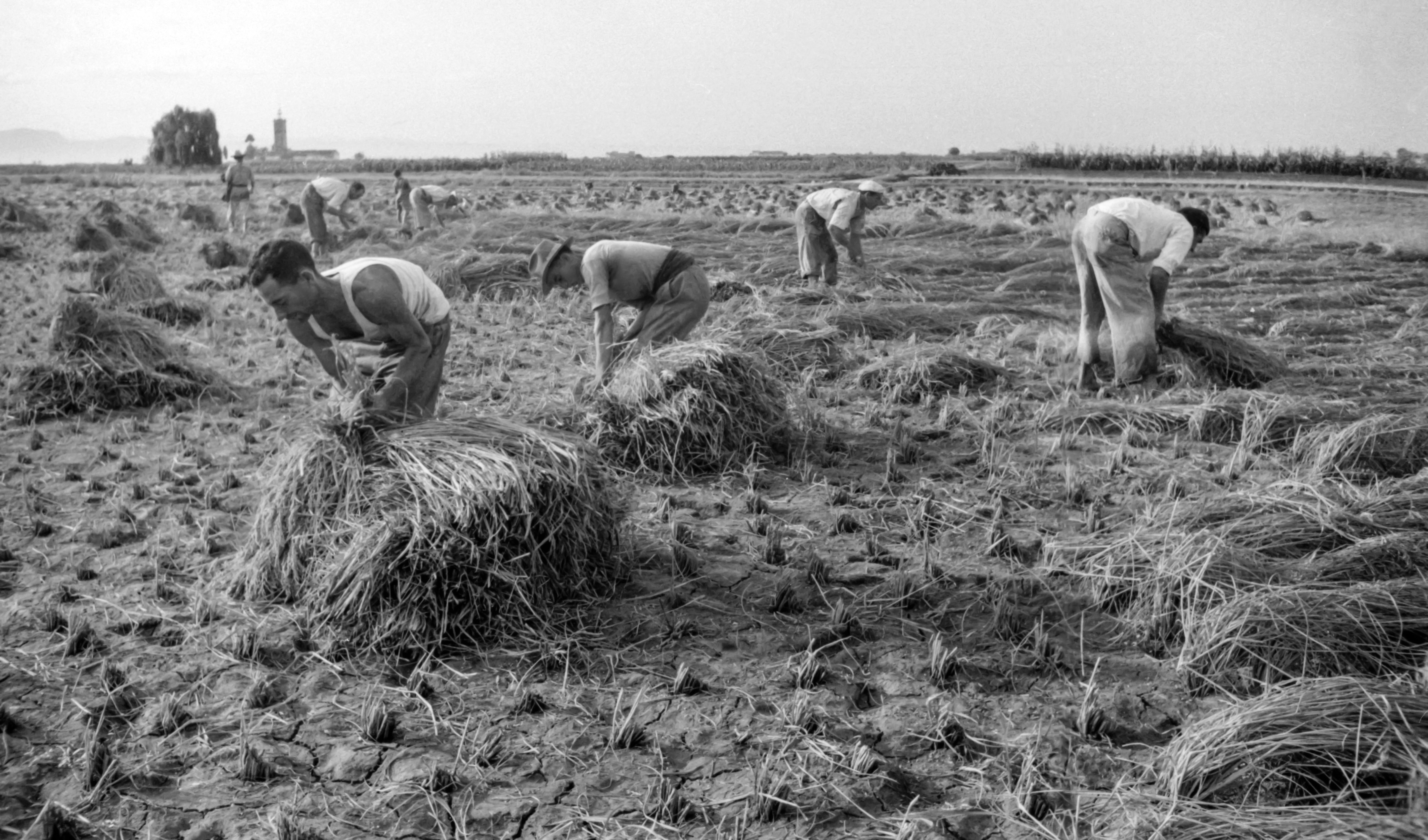
Moisson du riz, Pays valencien, 1953
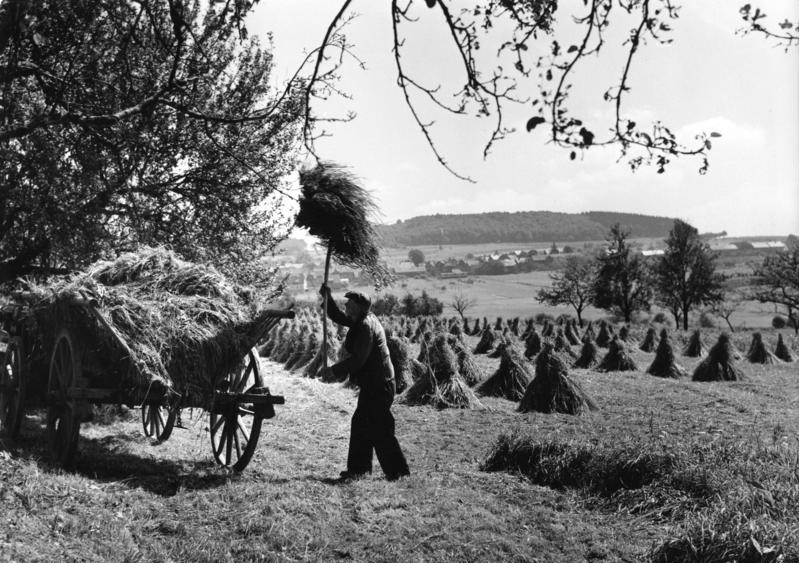
Chargement de gerbes séchées en meulons, Westerwald, 1958
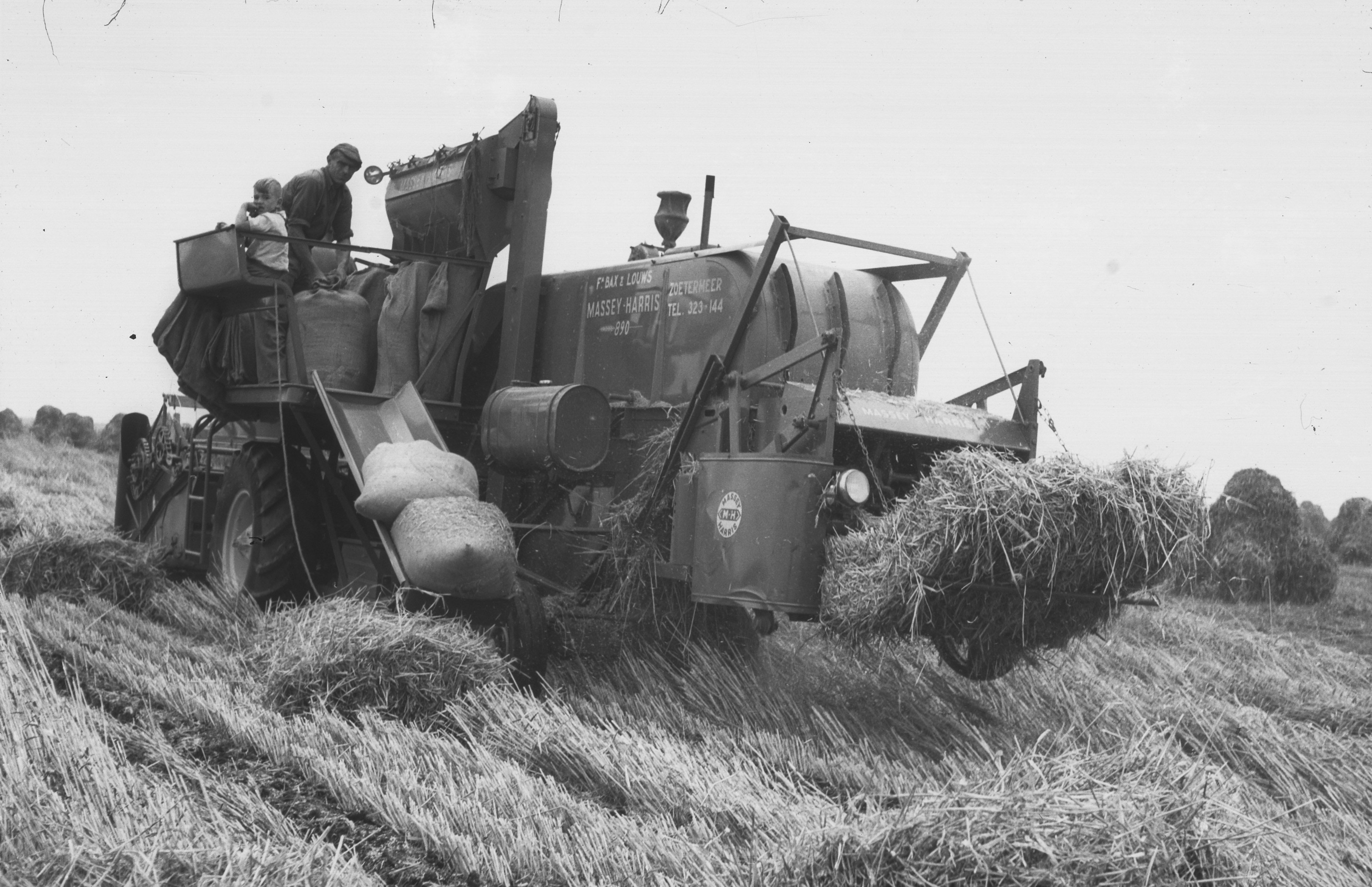
Moisson à la moissonneuse-batteuse avec récolte du grain en sacs et de la paille en bottes, vers 1960, Pays-Bas
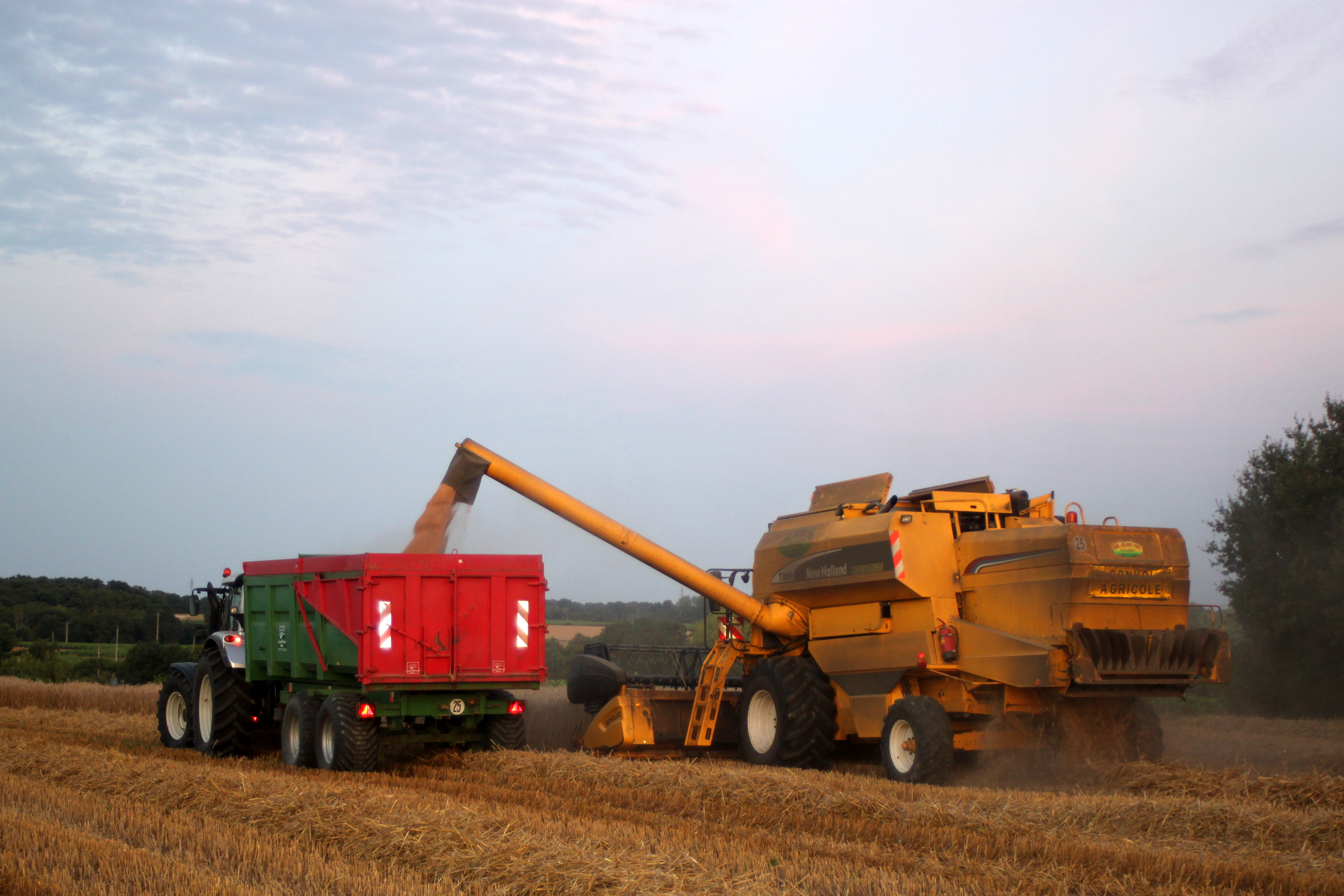
Moisson, 2014. Vidage du grain en vrac dans une remorque à la volée et broyage simultané de la paille
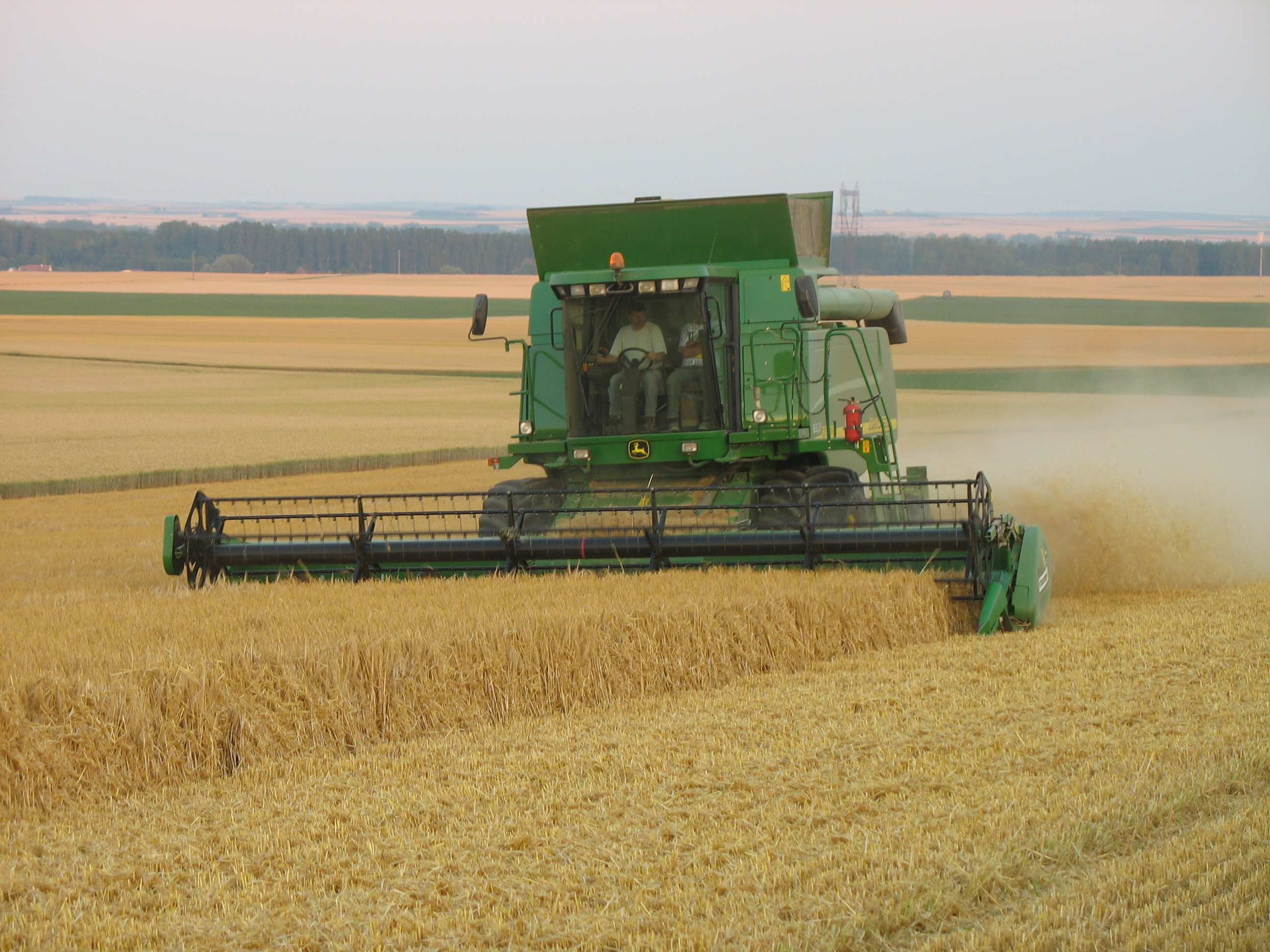
Moissonneuse-batteuse, 2006
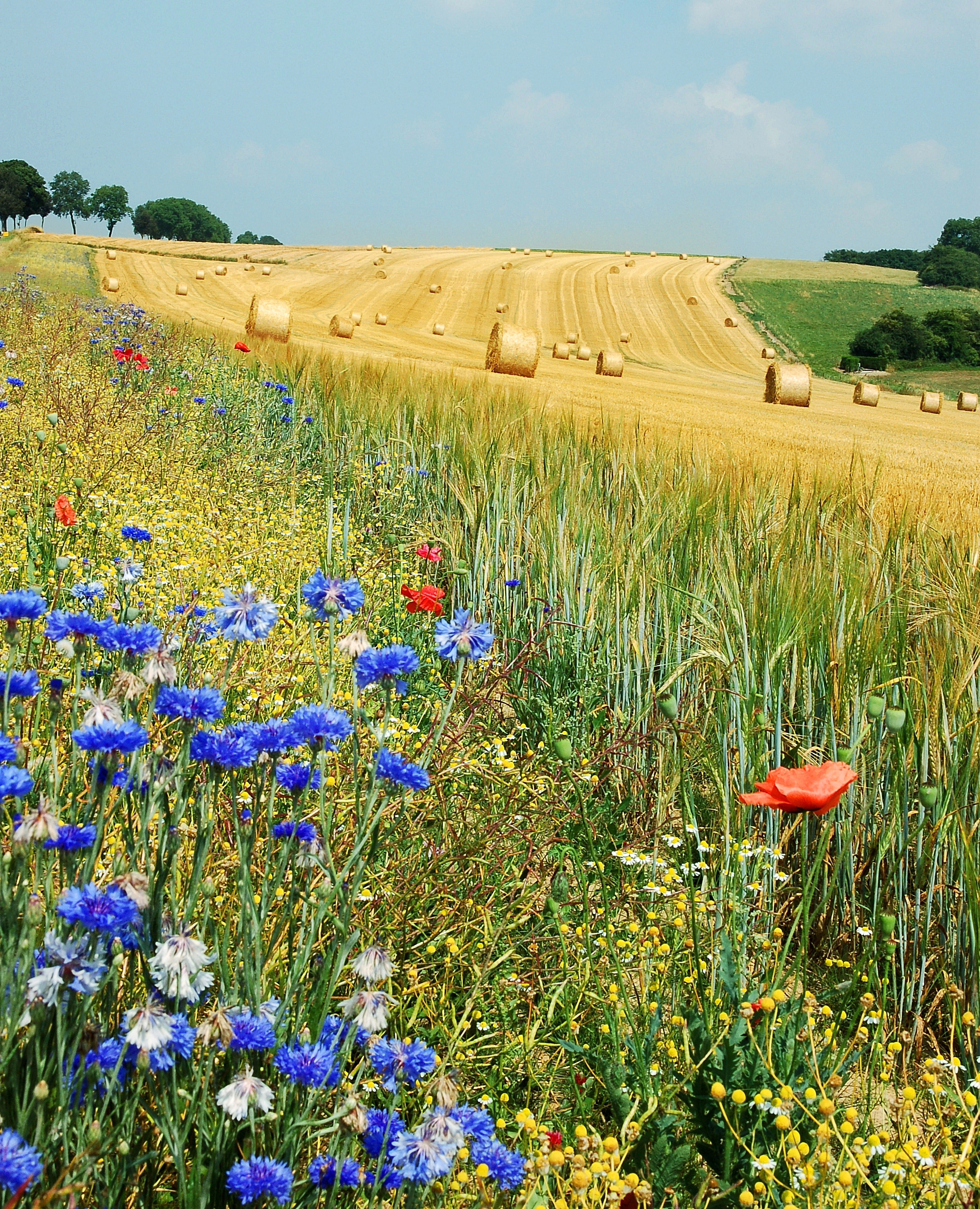
Fleurs de moisson et bottes de paille
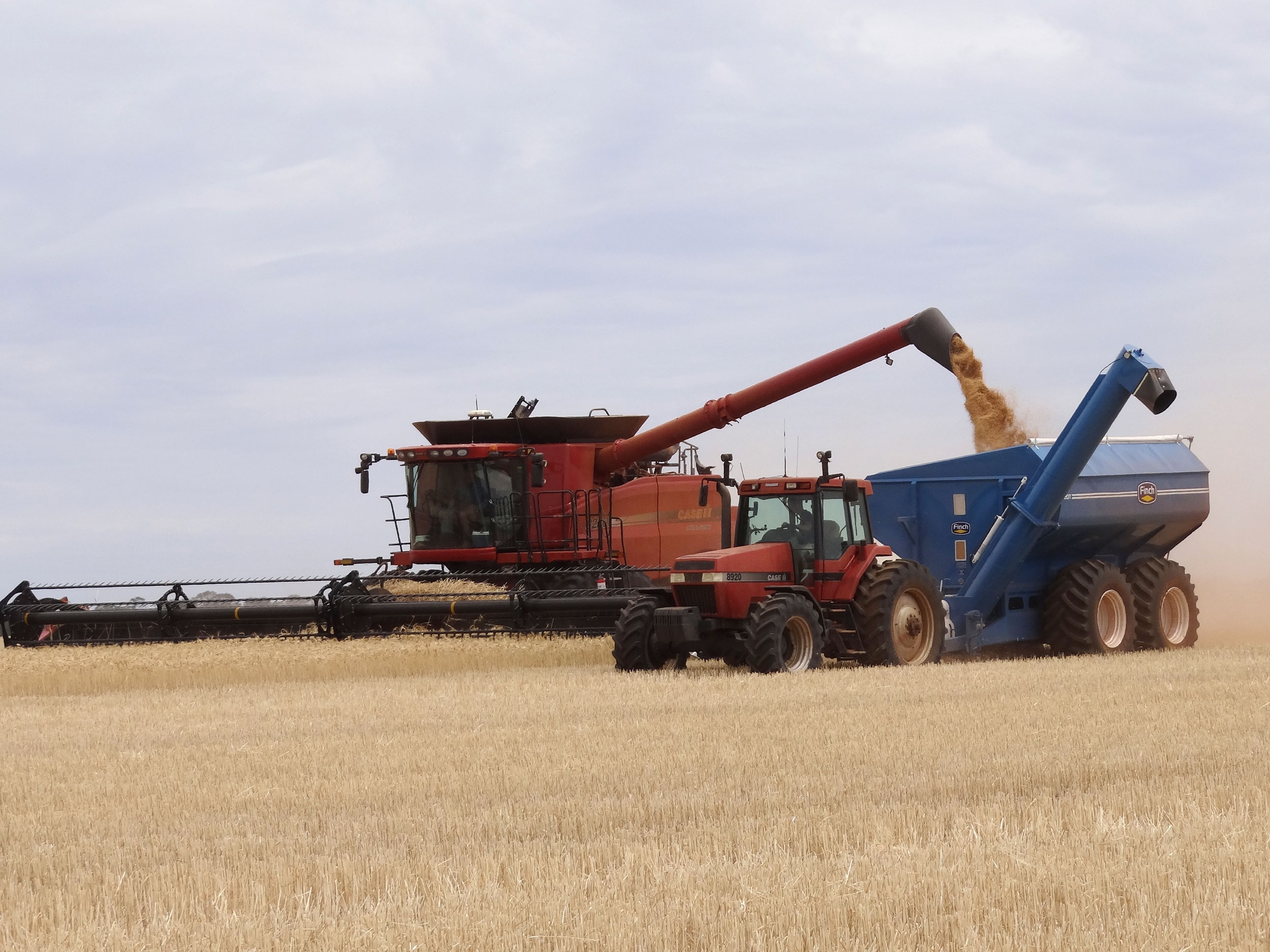
Moissonneuse de grande largeur de coupe, vidant sa trémie à la volée dans un transbordeur, 2014.

### Évolution du matériel utilisé
La moisson s'est longtemps faite à la main avec des faux, des faucilles ou des sapes (petites faux), et c'est encore le cas dans certaines régions moins où le machinisme est peu développé. La moisson manuelle et à la moissonneuse-lieuse consistait à confectionner des gerbes qui étaient entassées en meules, le temps que sèche la récolte avant l'opération suivante : le battage qui consiste à séparer le grain de la paille. Ces opérations étaient pénibles et coûteuses en main d'œuvre, forçant les paysans à se regrouper pour la terminer avant les pluies.
La première étape de la mécanisation a consisté à utiliser une faucheuse, qui assurait la coupe des tiges grâce à une barre de coupe mécanique, munie d'une table et de peignes permettant de relâcher de façon ordonnée des javelles (des faisceaux de tiges que l'on liait ensuite à la main). Ces machines ont été appelées moissonneuses-javeleuses, on leur a ensuite adjoint un rabatteur (tourniquet de rabatteurs) permettant de régulariser la coupe et la formation des javelles. Une machine particulièrement fiable est mise au point aux États-Unis par Cyrus McCormick en 1831 . Vers la fin du XIXe siècle apparut la moissonneuse-lieuse permettant de lier directement les javelles en gerbes et dotée d'un rabatteur à axe horizontal. La mécanisation du battage s'est faite grâce à l'emploi de batteuses fonctionnant à poste fixe. Puis sont apparues les moissonneuses batteuses combinant les deux opérations réalisées simultanément sur le champ.

## La moisson représentée en peinture
La moisson est un thème repris par les peintres, notamment Pieter Brueghel l'Ancien, Adam Ciemniewski, Junius brutus Stearns.

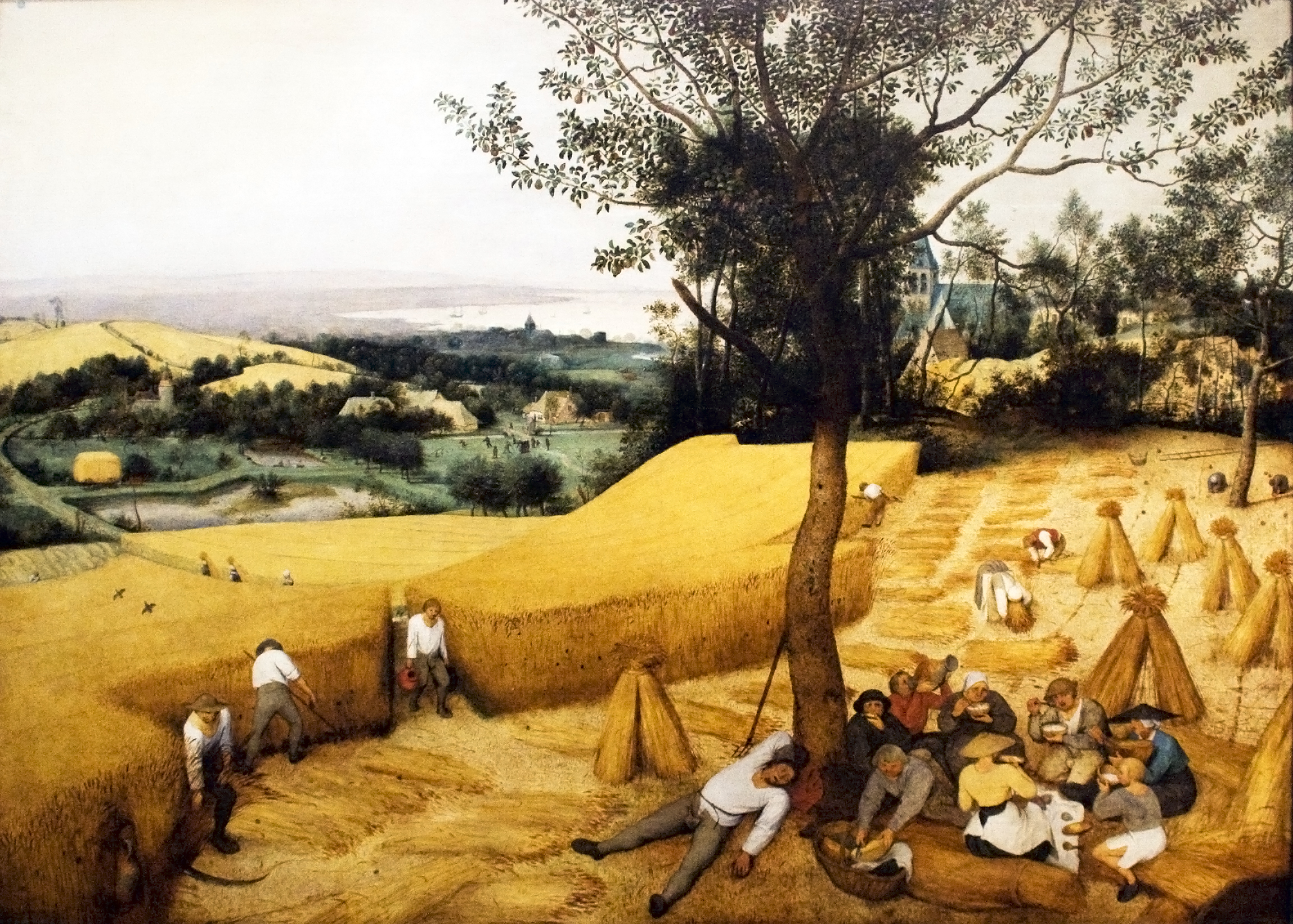
La Moisson par Pieter Brueghel, 1565, huile sur toile, 118 x 163 cm.
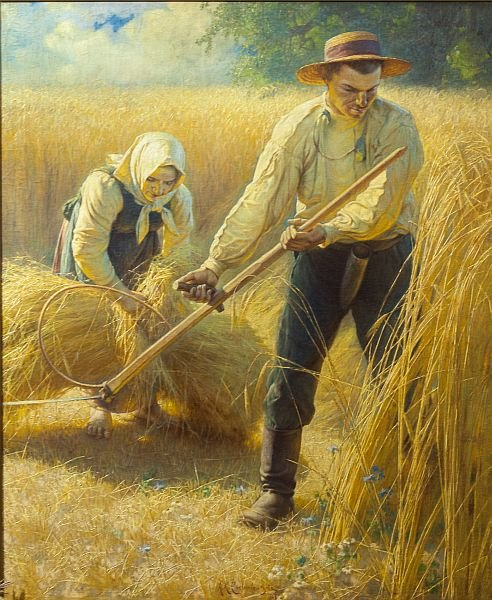
Moisson de Adam Ciemniewski, Pologne, avant 1915.
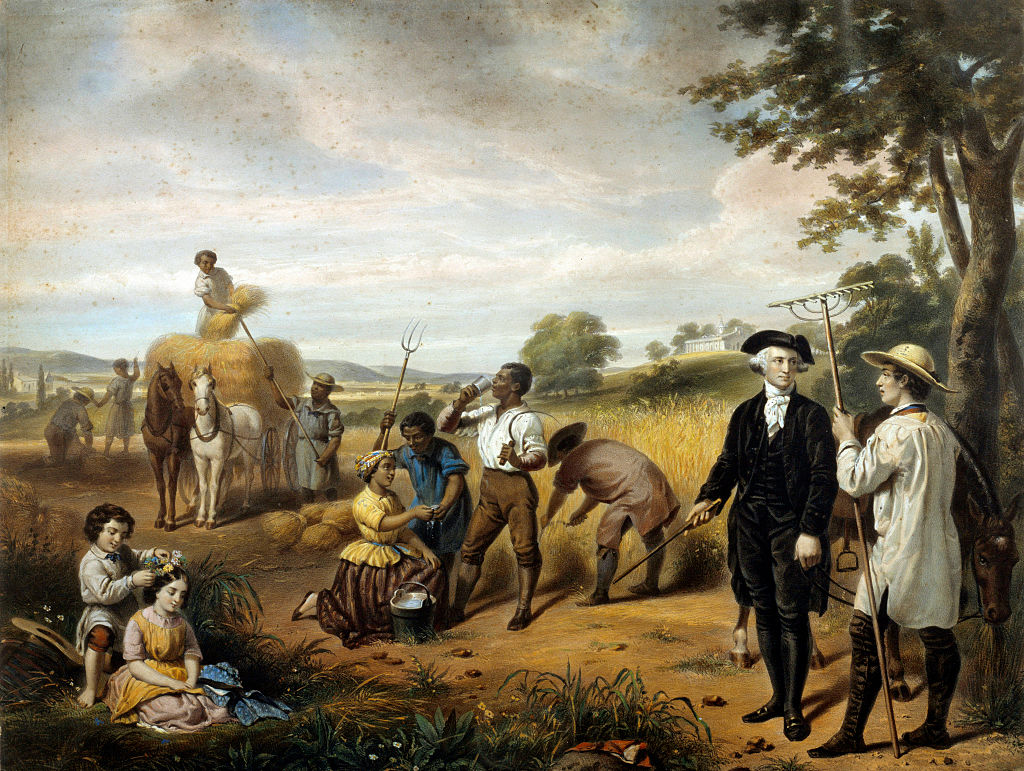
Moisson idéalisée à Mount Vernon, avec George Washington et ses esclaves, Junius brutus Stearns, vers 1853.
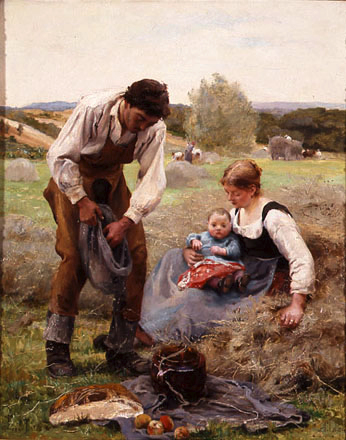
Le repas des moissonneurs, Georges Laugée, 1877.
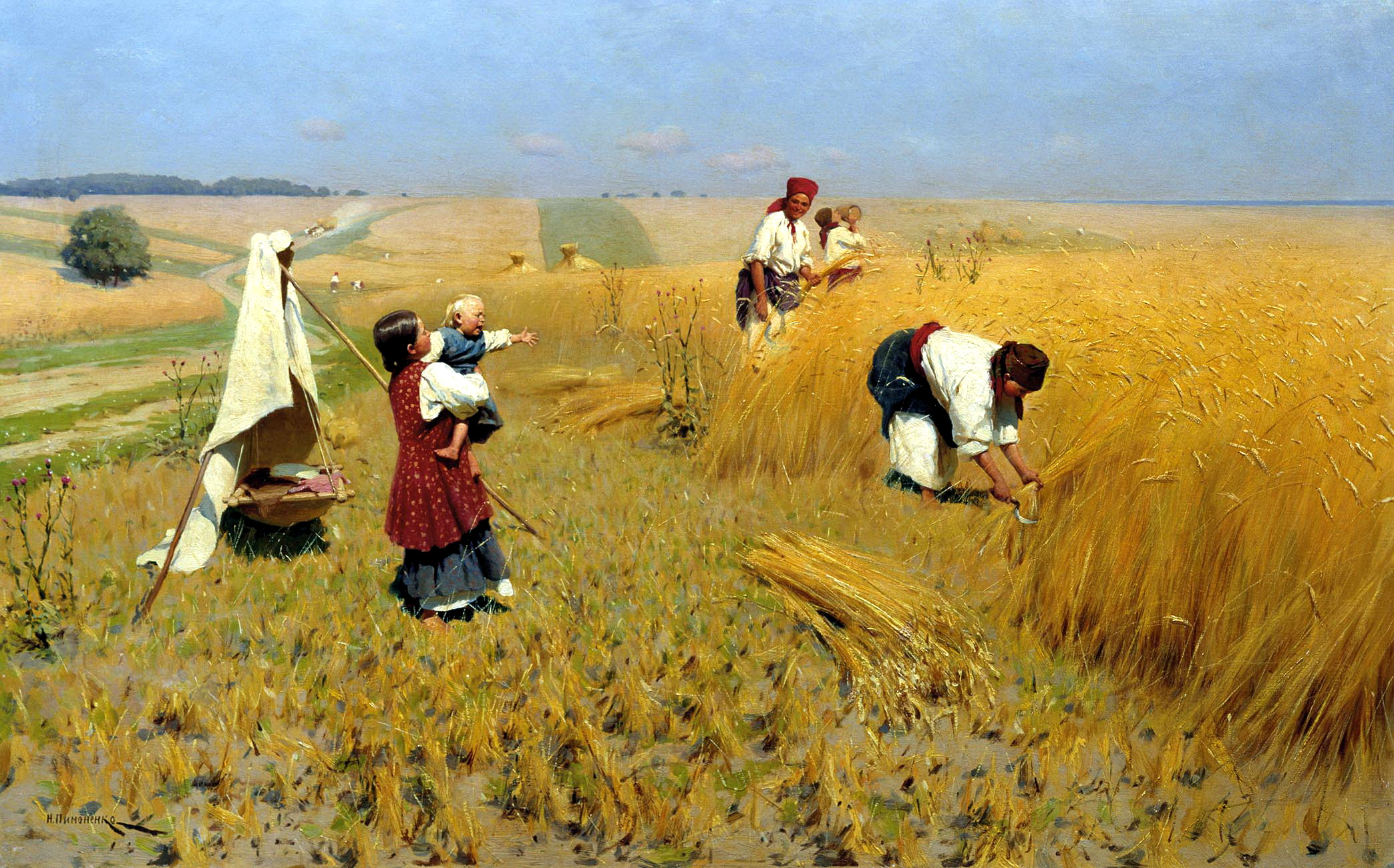
Mykola Pymonenko : Moisson en Ukraine, 1896.

## Activité paysanne associée à un mode de vie

### Rituels
Du premier coup de faucille à l'enlèvement de la récolte, la moisson traditionnelle s'accompagne ou s'accompagnait dans toutes les cultures de rituels divers : en Europe, par exemple, les rituels liés à la dernière poignée d'épis, la dernière gerbe, la dernière charrette, le repas de clôture de moisson, les croix de moisson, la messe des blés.
En Poitou, des jeunes filles composaient et offraient solennellement un bouquet de fleurs aux couples de paysans lors du battage pour leur première moisson.

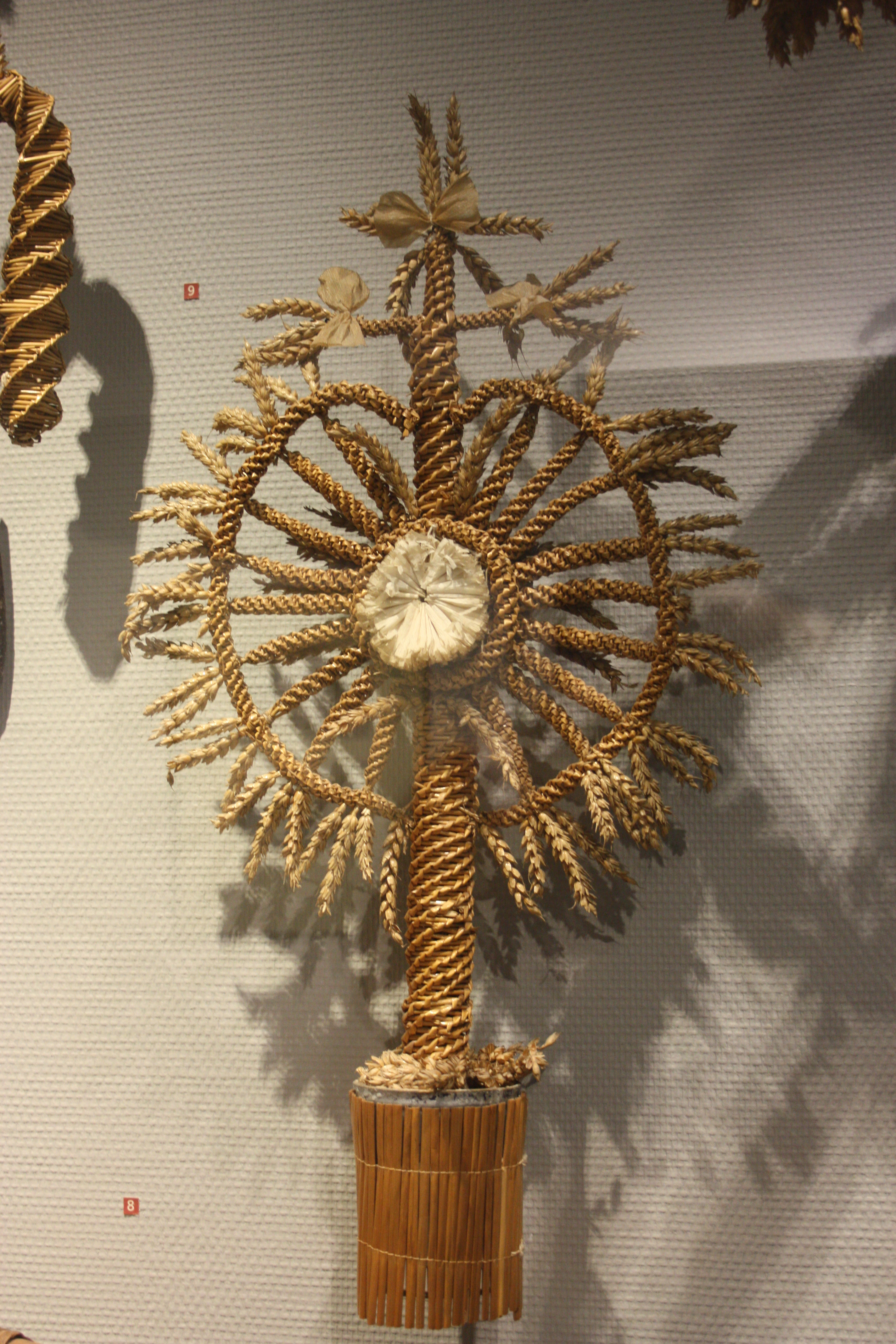
« croix » de moisson en forme d'ostensoir, paille tressée, Normandie.
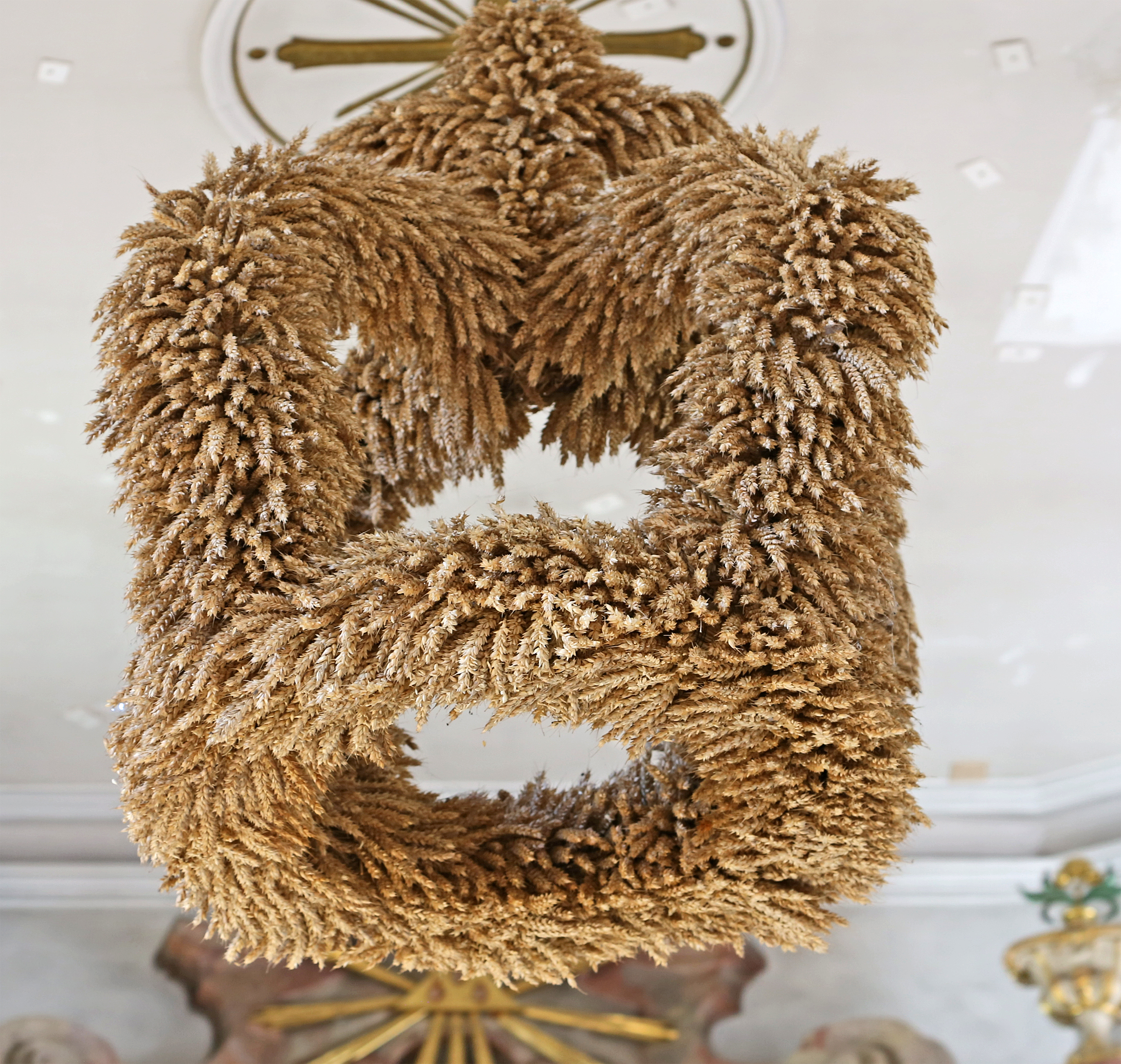
Couronne d'action de grâce de la moisson, église de Steinhilben, Bade-Wurtemberg, 2019.

### Moissons symboliques
Le thème de la moisson est très présent dans les religions. Il apparaît souvent dans le Nouveau Testament, notamment dans la parabole du bon grain et de l'ivraie.
Le livre de Ruth se passe au temps de la moisson qui accompagne la naissance de l'amour.
C'est le thème de la Chanson des blés d'or qui fut extrêmement populaire dans les campagnes françaises.
L'hymne national catalan, Els Segadors, (les moissonneurs) fait référence à la Révolte des faucheurs (ou guerre des moissonneurs, 1640-1659).

### Fête de la moisson

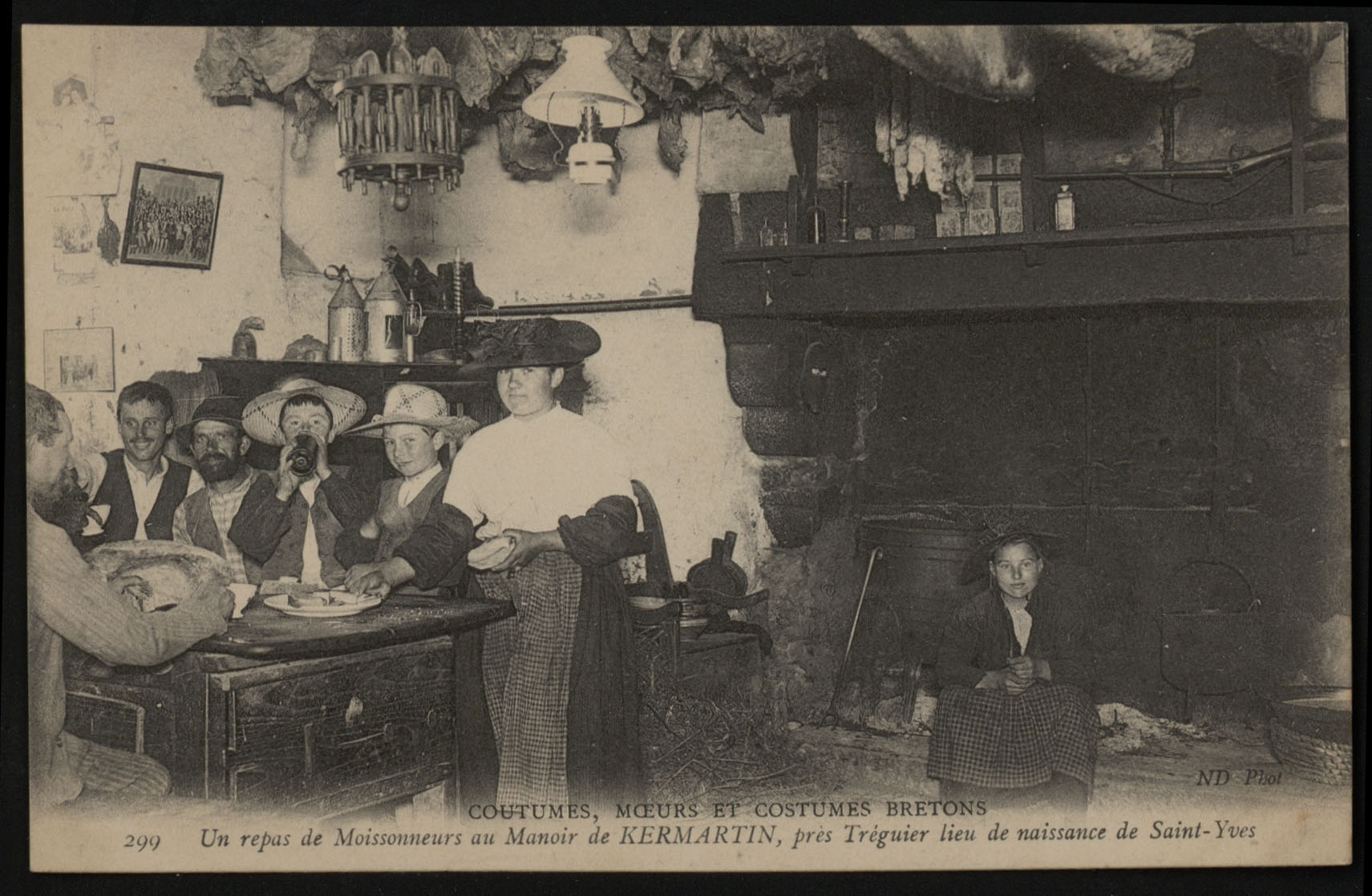
Repas de moissonneurs au manoir de Kermartin, Bretagne

Plusieurs villages organisent une fête de la moisson. Par exemple le dernier dimanche d'août se déroule la « fête de la moisson » à l’intérieur des remparts de Provins. Organisée depuis 1971 par l'association Commune Libre de la ville Haute de Provins, elle s’ouvre sur une parade de chars décorés de blé, suivie de danses folkloriques et d’un défilé de machines agricoles anciennes. S'ensuivent des démonstrations de battage à l’ancienne, des manèges et animations de rue.